# Roestelia atlasiana
Roestelia atlasiana är en svampart som beskrevs av Guyot & Malençon 1963. Roestelia atlasiana ingår i släktet Roestelia och familjen Pucciniaceae.   Inga underarter finns listade i Catalogue of Life.